# Picibidion apicale
Picibidion apicale là một loài bọ cánh cứng trong họ Cerambycidae.